# فرودگاه فاست فیلد
فرودگاه فاست فیلد (به انگلیسی: Faust Field) یک فرودگاه خصوصی است که یک باند فرود چمن دارد و طول باند آن ۶۷۰ متر است. این فرودگاه در کشور ایالات متحده آمریکا قرار دارد و در ارتفاع ۵۳ متری از سطح دریا واقع شده است.